# Passage (Anna)
Passage är ett musikalbum från 1988 med den svenska sångerskan Anna-Carin Larsson, mer känd under artistnamnet Anna.

## Låtförteckning
| Nr  | Titel                          | Låtskrivare        | Längd |
| --- | ------------------------------ | ------------------ | ----- |
| 1.  | "När din blick har sagt till"  | Per Andersson      | 3:59  |
| 2.  | "Ledsen i går - lycklig i dag" | Anna-Carin Larsson | 4:48  |
| 3.  | "Följer dig än"                | Anna-Carin Larsson | 4:00  |
| 4.  | "Vattumannens dotter"          | Peter LeMarc       | 3:31  |
| 5.  | "Tröstesång"                   | Anna-Carin Larsson | 4:09  |
| 6.  | "En sanslös dag"               | Anna-Carin Larsson | 4:34  |
| 7.  | "Star Wars barn"               | Anna-Carin Larsson | 3:21  |
| 8.  | "Energi"                       | Anna-Carin Larsson | 3:34  |
| 9.  | "Ont att älska"                | Anna-Carin Larsson | 4:01  |
| 10. | "Hur känns det"                | Mauro Scocco       | 5:04  |
| 11. | "Jag tror att jag älskar"      | Per Gessle         | 4:48  |

## Medverkande
- Per Andersson[förtydliga] - keyboards, percussion
- Micke Jahn - gitarr
- Stefan Blomquist - piano, keyboards
- Staffan Astner - gitarr
- Marie Fredriksson - kör